# Saint-Martin-d'Armagnac
Saint-Martin-d'Armagnac é uma comuna francesa na região administrativa de Occitânia, no departamento de Gers. Estende-se por uma área de 10,8 km². Em 2010 a comuna tinha 249 habitantes (densidade: 23,1 hab./km²).